# Tipitapa (rzeka)
Tipitapa (hiszp. Río Tipitapa) – rzeka w zachodniej Nikaragui, wypływająca z jeziora Managua i łącząca je z położonym bardziej na zachód jeziorem Nikaragua. W środku biegu rzeki znajduje się niewielkie jezioro Tisma (Laguna de Tisma). Wypływa na wysokości 37,5 m n.p.m., a uchodzi na wysokości 34 m n.p.m.
Nad rzeką leży miasto Tipitapa.